# The Exploration Company
The Exploration Company (parfois abrégé TEC) est une entreprise franco-allemande constructeur de véhicules spatiaux fondée en 2021. Basée à Munich, en Allemagne, et à Mérignac près de Bordeaux, en France, la société développe, construit et exploite la capsule spatiale Nyx, un vaisseau cargo devant à terme évoluer pour transporter des humains, ainsi que plusieurs propulseurs et moteurs-fusées.

## Historique
The Exploration Company a été fondée en juillet 2021 par Hélène Huby, PDG et ex-Airbus, accompagnée par un groupe d'ingénieurs spatiaux qui avaient travaillé ensemble sur des programmes spatiaux européens chez Airbus et ArianeGroup, dont les programmes ATV et son successeur ESM (module de service du vaisseau Orion),,.
En novembre 2021, l'entreprise lève 5 millions d'euros.
En février 2023, l'entreprise annonce une levée de fonds de 40 millions d'euros pour développer sa capsule Nyx, bouclée avec succès, ce qui en fait la plus grosse série A du secteur en Europe.
Le 29 mai 2023, The Exploration Company a remporté un contrat de l'Agence spatiale européenne (ESA) pour étudier des solutions pour les futurs véhicules spatiaux européens à usage unique ou réutilisables, couvrant les applications micro-mini, moyennes, lourdes et habitées. Au total, l'ESA a attribué quatre contrats sur ce thème. Les trois autres sont attribués aux sociétés ArianeGroup, Avio et SENER. Ces quatre contrats sont destinés à contribuer à la réalisation de la Vision 2030+ de l'ESA, initiée en 2021, et qui vise à créer des vaisseaux de soutien petits, moyens et lourds basés sur un ensemble commun de modules réutilisables et standardisés.
En octobre 2022, The Exploration Company est un des lauréats du volet spatial du plan d'investissement d'avenir France 2030 pour son travail sur son moteur au méthane liquide. L'entreprise est à nouveau un des lauréats du volet spatial en juillet 2023 pour son projet DEMARLUS.
En septembre 2023, l'entreprise annonce un accord avec Axiom Space pour le ravitaillement en fret de sa station sous forme de pré-contrat soumis à la validation de jalons technologiques lors du développement de son vaisseau.
En mai 2024, The Exploration Company et Thales Alenia Space Italie remportent les contrats du programme LEO Cargo Return Service de l'Agence spatiale européenne (équivalent du programme COTS de la NASA),.
Fin mai 2024, Starlab Space LLC, responsable du projet de station spatiale privée Starlab Space Station, attribue à The Exploration Company trois missions de ravitaillement en fret de sa station.
En juin 2024, Vast attribue à The Exploration Company une mission de ravitaillement en fret de sa station spatiale privée Haven-2.
En décembre 2024, l'entreprise lève 150 millions d'euros, portant ses levées de fonds à 215 millions d'euros depuis sa création en 2021.

## Capsule spatiale Nyx

### Caractéristiques
Le véhicule Nyx est un modèle classique, composée d'un module de service cylindrique et d'une capsule spatiale conique (en dôme, bombée, afin d'augmenter le volume utilisable), seule capable de rentrer sur Terre. Il mesure 4 mètres de diamètre pour une masse totale de 8 tonnes.
Bien que les premières missions de l'entreprise soient des missions de fret, Nyx est conçu pour pouvoir finalement transporter des humains.
Les interfaces de Nyx sont ouvertes et son système d'exploitation est un logiciel open source, pour permettre à la clientèle de faciliter le développement de leurs technologies et applications embarquées. La capsule Nyx est de nature modulaire avec plusieurs options de configuration pour différents objectifs de mission et destinations, tout en étant indépendante du lanceur,. The Exploration Company vise également un modèle durable et écologique : Nyx est réutilisable (jusqu'à cinq fois), doit pouvoir être ravitaillé en orbite et doit utiliser des ergols verts comme du peroxyde d'hydrogène concentré (high-test peroxide (en)) et du bio-méthane,,. Ce dernier ergol doit alimenter le moteur Huracán en cours de développement, qui doit pouvoir être produit à plus de 80% par impression 3D.

#### NyxEarth
Il doit être capable d'emporter 4 000 kg de charge utile en orbite terrestre basse pendant 6 mois maximum, répartis en 2 500 kg de fret pressurisé et 100 kg de fret non pressurisée à bord de la capsule qui seront renvoyées sur Terre, le module de service du véhicule devant être capable de transporter 1 400 kg de fret non pressurisé. Nyx doit pouvoir voler librement jusqu'à six mois, afin d'emporter des expériences, et doit pouvoir s'amarrer à des stations spatiales afin d'y livrer du fret.
Nyx Earth sera contrôlé par des propulseurs hypergoliques DS250 d'Agile Space, d'une poussée de vraisemblablement 250 N, fonctionnant grâce à des biocarburants. Agile Space a remporté ce contrat grâce à leur rapidité appréciée par TEC: ce propulseur a été testé 10 semaines après le début de sa conception, avant les 3 mois demandés.
Le vaisseau Nyx répond aux critères du programme LEO Cargo Return Service de l'Agence spatiale européenne et en devient même lauréat.

#### NyxMoon
Nyx Moon doit pouvoir livrer jusqu'à 5 000 kg de fret en orbite lunaire (station Lunar Gateway) et même déposer du fret à la surface de la Lune et réaliser des vols surface vers surface sur la Lune, prévus fin 2024 en 2029. Le prix est alors envisagé à 200 000 dollars par kilogramme.

### Développement
The Exploration Company développe au moins trois démonstrateurs à des échelles de plus en plus grandes.

#### Bikini
Le premier, surnommé Bikini (en référence au maillot de bain, innovant et presque nu), est une capsule de 60 centimètres de diamètre pesant environ 40 kilogrammes,. Il doit être lancé sur le vol inaugural d'Ariane 6 et valider le profil général de la capsule et la protection thermique. Cependant, l'entreprise évoque également une fusée indienne, le Polar Satellite Launch Vehicle, pour un lancement qui serait moins soumis aux retards de développement d'Ariane 6,,. Le lancement indien (C59 du PSLV) étant lui aussi retardé, en raison de l'indisponibilité de sa charge utile principale, vers juin/juillet 2024, soit la même fourchette que celle du vol d'Ariane 6, la société choisit de replacer sa capsule sur le lanceur européen,. Bikini est finalement lancé le 9 juillet 2024 sur Ariane 6 mais une anomalie de son étage supérieur empêche sa désorbitation : Bikini et la seconde capsule SpaceCase SC-01 d'Arianespace ne disposant pas de moteurs pour se désorbiter elles-mêmes restent bloquées en orbite, et ne sont pas larguées pour ne pas accroître le nombre de débris spatiaux.

#### Mission Possible
Le second démonstrateur, nommé Mission Possible, est une capsule plus grande mesurant 2,5 m de diamètre et pesant 1600 kg, capable d'emporter 300 kg de charge utile (réservés par l'Agence spatiale européenne, l’agence spatiale allemande et le CNES). Il est pensé pour valider une rentrée contrôlée avec propulsion et un parachute,,. The Exploration Company envoie début mai le démonstrateur en Floride en vue de son lancement. Il est lancé par une Falcon 9 le 24 juin 2025 lors de la mission Transporter-14. Les expériences à bord parviennent à se mettre en route, le prototype survit à la rentrée atmosphérique, puis le contact est retrouvé après le blackout normal pendant la rentrée. En revanche le contact est perdu quelques minutes avant l'amerrissage, laissant supposer une défaillance des parachutes,. La mission est donc un succès partiel, ce qui pousse The Exploration Company à recommencer avec un prototype de même échelle aussi vite que possible, voire de passer directement au modèle à taille réelle.
Mission Possible a pris 3 ans à développer pour 35 millions d'euros.

#### Mission Odyssey
La version à grande échelle, nommée Mission Odyssey, doit voler en 2026.
The Exploration Company achève fin décembre 2023 l'examen des exigences du système (System Requirements Review) de Nyx.
Après le vol de Mission Possible, l'entreprise envisage un amarrage à la Station spatiale internationale en 2028.

## PropulseurBreeze
The Exploration Company développe depuis début 2025 les propulseurs Breeze pour équiper la version lunaire de sa capsule Nyx, en complément du moteur principal Huracan. Il fonctionne aux méthane gazeux et oxygène gazeux, et a été développé rapidement, 6 mois séparant le début de la conception de la première mise à feu.
En effet, le 17 juillet 2025, TEC annonce le succès de la campagne de mise à feu de Breeze, menée à Bordeaux sur le site de tests de l'entreprise. La mise à feu a duré 47 secondes. La mise à feu d'un autre exemplaire est prévue plus tard en 2025.

## Moteur Mistral
Mistral est le moteur développé par The Exploration Company afin d'équiper la première variante Nyx Earth de leur capsule. Il utilise des propergols à faible toxicité (c'est-à-dire autres que l'hydrazine) et est réutilisable.

## MoteurHuracán
The Exploration Company développe le moteur Huracán pour équiper la version lunaire de sa capsule Nyx, à la fois pour l'orbite et la surface. Huracán fonctionne au biométhane liquide et à l'oxygène liquide (cryogéniques donc) et peut être ravitaillé en orbite.

### Développement
En octobre 2023, TEC annonce avoir réalisé une campagne de tests de la chambre de combustion du moteur Huracán sur le banc P8 de Lampoldhausen, comprenant 8 tests pour un total de 560 secondes de mise à feu. Le 12 février 2024, TEC annonce avoir continué les tests de la chambre de combustion avec un second exemplaire utilisant cette fois le méthane cryogénique pour refroidir la tuyère, se rapprochant des conditions réelles, mais dégradant l'efficacité de la combustion car le méthane refroidissait plus efficacement que prévu (arrivant ainsi trop froid dans la chambre de combustion, ce qui diminue l'efficacité de la réaction). Le 2 juin 2024, TEC annonce que durant le mois de février, le travail mené avec les équipes du DLR a permis de retrouver l'efficacité de la combustion au terme d'une nouvelle campagne comptabilisant 520 secondes de mise à feu. Le 20 décembre 2024, TEC annonce le succès de la troisième campagne de tests, au terme de plus de 600 secondes de mise à feu, dont la plus longue a duré 2 minutes. Une extension de la tuyère a été ajoutée afin de se rapprocher du moteur dans le vide. Pour vérifier le comportement thermodynamique du moteur, TEC a mené 19 mises à feu de 10 secondes en 19 minutes. Le 7 août 2025, l'entreprise annonce avoir mené avec succès 11 mises à feu de la quatrième itération de la chambre de combustion sur le site d'Airborne Engeneering en Angleterre, à Wescott. La chambre de combustion a subi des variations de pression volontaires afin de la pousser à ses limites.

## Moteur-fuséeTyphoon
Fin 2023, The Exploration Company annonce développer un moteur-fusée de forte puissance, soit 200 tonnes de poussée, réutilisable, alimenté au méthane, grâce à un cofinancement du CNES. Ce moteur, fonctionnera avec un cycle de combustion étagée à flux complet, c'est-à-dire comme le Raptor de SpaceX et même d'une puissance similaire. La puissance est ensuite réévaluée à la hausse à 250 tonnes. Il doit permettre de rattraper le retard des lanceurs européens et d'envisager un lanceur super lourd,. Il remplit également les performances en termes de poussée demandées par l'Agence spatiale européenne pour le développement d'un nouveau moteur-fusée de forte poussée, mené dans le cadre du programme Future Launcher Preparatory Program dont le développement est finalement attribué par l'agence à Pangea Aerospace.

### Développement
Le 13 février 2025, TEC annonce le succès de la première campagne de tests de la turbopompe enrichie en oxygène liquide, après 16 mises à feu, incluant des conditions dégradées. 16 secondes de combustion stable ont été obtenues, mais de la casse est survenue. Le 31 juillet 2025, TEC annonce le succès de la deuxième campagne de tests de la turbopompe enrichie en oxygène liquide, après 16 mises à feu également, menée sur le banc P8 à Lampoldhausen. Après maîtrise des instabilités à basse fréquence, l'entreprise a réussi 85 secondes au total de mise à feu stabilisée, progrès notable par rapport à la précédente campagne.

## Objectifs
La clientèle visée par l'entreprise comprend les agences spatiales et les opérateurs de stations spatiales pour des missions de ravitaillement, ainsi que des entreprises possiblement non spatiales pour faire voler des expériences à bord de Nyx,.